# 博多纳尔德拉谢拉
博多纳尔德拉谢拉，是西班牙埃斯特雷马杜拉巴达霍斯省的一个市镇。总面积68平方公里，总人口1204人（2001年），人口密度18人/平方公里。